# Boyton (Suffolk)
Boyton is een civil parish in het Engelse graafschap Suffolk met 154 inwoners.